# Alfred von Saldern
Friedrich Wilhelm Hermann Ludwig Alfred von Saldern-Damerow (* 23. Oktober 1829 in Potsdam; † 14. April 1904 in Charlottenburg) war ein deutscher Geheimer Regierungsrat, preußischer Landrat und Polizeidirektor in Charlottenburg.

## Leben
Der Gutsbesitzer Alfred von Saldern entstammt der Familie von Saldern. Er war der Sohn von Eduard von Saldern (1799–1847) und Mathilde, geb. von Saldern (1808–1897). Von 1863 bis 1869 amtierte er als Landrat im Kreis Nimptsch, Provinz Schlesien. Von 1870 bis 1874 wirkte er als Landrat im Kreis Ruppin der Provinz Brandenburg. 1874 wechselte er erst als Landrat in den Kreis Sonderburg der Provinz Schleswig-Holstein, dann nach Berlin-Charlottenburg als Polizeidirektor.
Von 1867 bis 1876 war Alfred von Saldern zudem Mitglied für den Wahlkreis Nimptsch-Strehlen als freikonservativer Abgeordneter im Preußischen Abgeordnetenhaus.
Er starb 1904 in Charlottenburg und wurde dort auf dem Luisen-Friedhof I (evangelisch) beigesetzt. 1906 wurde die Saldernstraße in Charlottenburg nach ihm benannt.

## Familie
Am 21. Oktober 1857 heiratete er in Berlin Ida Sidonie Pauline Louise von Schoenfeldt (* 13. November 1837 Erfurt; † 19. April 1921 Berlin). Aus der Ehe sind folgende Kinder hervorgegangen:
- Anna Mathilde Luise Eva (1858–1882)
- Eduard Hans Adam Hilmar (1860–1900) ⚭ 1900 Helene Emilie Louise Krause
- Margarete Renata Pauline Bianka Caroline (* 1861)
- Rosalie Sophie Elisabeth Adolphine (* 1862) ⚭ 1900 Carl Hildebrand († 1928)
- Marie Anna Luise (1864–1865)
- Otto Hermann Robert Siegfried (1866–1916) ⚭ 1895 Marie von Wagner (1875–1947)

Die Ehe wurde geschieden.